# مونکزیجیل
مونکزیجیل (به هلندی: Munnekezijl) یک منطقهٔ مسکونی در هلند است که در کلومرلاند ان‌نیوکرایس‌لاند واقع شده‌است. مونکزیجیل ۴۸۸ نفر جمعیت دارد.